# Gesellschaft Deutscher Chemiker
Die Gesellschaft Deutscher Chemiker e. V. (GDCh) ist eine wissenschaftliche Gesellschaft in Deutschland mit Sitz in Frankfurt am Main, die ursprünglich nur Diplom-Chemikerinnen und Diplom-Chemikern offenstand. Die GDCh wurde 1949 in Frankfurt am Main in der Tradition der Deutschen Chemischen Gesellschaft zu Berlin (DChG, gegründet 1867) und des Vereins Deutscher Chemiker aus Vorläufervereinigungen der Besatzungszonen gegründet. Im Jahre 1910 wurde das erste weibliche Mitglied in den Verein Deutscher Chemiker aufgenommen. Nach der Herstellung der Einheit Deutschlands traten viele Mitglieder der ehemaligen Chemischen Gesellschaft der DDR der GDCh bei. Infolge einer Satzungsänderung kann seit dem 11. Oktober 2006 jeder Interessierte Mitglied der Gesellschaft werden, wenn er die Zwecke und Ziele der Gesellschaft unterstützen will und an der Chemie wissenschaftlich interessiert ist. So verpflichtet sich jedes Mitglied der GDCh unter anderem zur Einhaltung des Verhaltenskodex und bekennt sich somit zu Freiheit, Toleranz und Wahrhaftigkeit in der Wissenschaft.

## Überblick und Struktur
Die GDCh hat rund 30.000 Mitglieder (Stand April 2022) aus Wissenschaft, Wirtschaft und freien Berufen, davon um die 10.000 studentische und Jungmitglieder. Der Anteil der weiblichen Mitglieder liegt bei derzeit ca. 29 % (Stand November 2017). Die GDCh gliedert sich in 27 Fachgruppen (Stand Januar 2016), die zum einen spezielle Fachgebiete (wie Analytische Chemie, Lebensmittelchemische Gesellschaft usw.), zum anderen bestimmte Interessengruppen (Chancengleichheit, Öffentlicher Dienst) vertreten. Darüber hinaus gibt es das 1997 gegründete JCF (JungesChemieForum) als Zusammenschluss der jungen Mitglieder der GDCh, vorrangig Studierende und Doktoranden. Regional ist die GDCh in 60 Ortsverbänden und 54 Regionalforen des JCF (meist an Chemie-Universitätsstandorten) vertreten.
Die Aufgabe der GDCh ist die Förderung der Chemie und der Chemikerinnen und Chemiker auf gemeinnütziger Grundlage, unter anderem durch Tagungen, Fortbildungen, Auszeichnungen und die Herausgabe von Fachliteratur, wie die monatlich erscheinende Mitgliederzeitschrift Nachrichten aus der Chemie oder die weltweit bedeutendste Chemiezeitschrift Angewandte Chemie mit ihrer englischsprachigen Edition.

### Geschäftsstelle
Die GDCh unterhält eine Geschäftsstelle im Carl-Bosch-Haus in Frankfurt am Main, Varrentrappstraße 40–42; Geschäftsführer ist Tom Kinzel.

### Zweck der Gesellschaft Deutscher Chemiker
- Förderung der wissenschaftlichen Arbeit in Forschung und Lehre
- Weiterentwicklung der Aus- und Fortbildung an Schulen und Hochschulen
- Schaffung von Netzwerken und Förderung der internationalen Zusammenarbeit
- Dialog mit der Öffentlichkeit, Präsentation in Politik und Gesellschaft
- Förderung der Nachhaltigkeit zugunsten zukünftiger Generationen

### Ortsverbände
Die Gesellschaft Deutscher Chemiker ist über ihre 60 Ortsverbände in allen Regionen Deutschlands vertreten. Diese sind meist an Standorten chemischer Forschung und Produktion präsent. Die GDCh-Ortsverbände veranstalten Kolloquien mit Wissenschaftlern aus dem In- und Ausland, bieten populärwissenschaftliche Vorträge an, bringen die Chemie in regionale Aktivitäten ein und sind Ansprechpartner vor Ort für Journalisten, Lehrer und Schüler.

### JungesChemieForum
Das JCF (JungesChemieForum, bis zum 28. September 2024: JungChemikerForum) ist die 1997 gegründete Organisation der jungen Mitglieder der Gesellschaft Deutscher Chemiker (GDCh), die insgesamt mehr als 9000 Mitglieder und damit fast 30 % der gesamten Gesellschaft ausmacht. In ihm koordinieren und organisieren junge Chemiker ihre Interessen und Aktivitäten, wie zum Beispiel Jobmessen, Symposien, Kolloquien, Workshops und Vorträge. Mit 54 Regionalforen (meist an Chemie-Universitätsstandorten) ist das JCF ebenfalls in allen Regionen Deutschlands vertreten. Einige Angebote werden mit Partnervereinen wie der jungen DPG organisiert.

### Fachgruppen
Folgende Fachgruppen sind unter dem Dach der GDCh vertreten:

#### Analytische Chemie
Die Fachgruppe Analytische Chemie ist mit aktuell ca. 2200 Mitgliedern die zweitgrößte Fachgruppe der GDCh. Sie gliedert sich in zehn Arbeitskreise. Die Junganalytiker (Mitglieder jünger als 40 Jahre) sind mit zwei Mitgliedern im Vorstand vertreten. In der Fachgruppe sind Chemiker – aber auch Naturwissenschaftler aus Physik, Biologie und den Ingenieurwissenschaften – aus Industrie, KMU, Hochschulen, Forschungsinstituten sowie Ämtern und Behörden beheimatet, die sich mit der Entwicklung von Instrumenten und Methoden für die Analytik beschäftigen. Die Fragestellungen, die von Analytikern bearbeitet werden, sind in der Regel stark anwendungsorientiert. Hierbei spielen sowohl die Konzentrationsanalytik (quantitative Analyse) als auch die Strukturanalytik (qualitative Analyse) eine wichtige Rolle.
Die analytische Chemie umfasst die Themen: Atom- und Molekülspektroskopie, Bioanalytik, Oberflächenanalytik, Elektroanalytik, Chemometrik, Element- und Speziesanalytik, Chemo- und Biosensoren, Industrielle Analytik, Klinische und forensische Analytik, Massenspektrometrie, Nanoanalytik, Pharmazeutische Analytik, Probenvorbereitung, Trenntechniken, Prozessanalytik, Wasser- und Umweltanalytik.

#### Arbeitskreis Chancengleichheit in der Chemie (AKCC)
Die AKCC-Mitglieder sind überzeugt, dass die Chemie noch mehr leisten könnte, wenn ihre Entscheidungsgremien in Wissenschaft und Wirtschaft ausgewogen mit Frauen und Männern besetzt wären. Hierzu gibt es drei Initiativen:
1. Projekte bzw. Netzwerke zur Frauenförderung,
2. Perspektiven für ambitionierte Karrierewege durch Präsenz von weiblichen und männlichen Vorbildern (Zielgruppe JungesChemieForum),
3. Stimulierung der Diskussion über Chancengleichheit.

Der Arbeitskreis fordert bessere Aufstiegschancen und setzt sich für geeignete Rahmenbedingungen ein, z. B. für die Vereinbarkeit von Beruf und Familie. Davon werden Hochschulen und Unternehmen profitieren. Der AK Chancengleichheit in der Chemie leistet Beiträge zum wissenschaftlichen und gesellschaftlichen Fortschritt.
Die Abstimmung zur Auflösung des AKCC wurde mit Stichtag 16. Juni 2017 durchgeführt. Die Auflösung der GDCh-Sektion Arbeitskreis Chancengleichheit in der Chemie (AKCC) ist von den Mitgliedern mit der erforderlichen Mehrheit befürwortet worden. Da nicht alle AKCC-Mitglieder am 3. März 2017 erschienen waren, wurde die Beschlussfassung laut Geschäftsordnung im Anschluss durch Online, bzw. schriftliche Umfrage bei den Mitgliedern herbeigeführt. In diesem Falle gilt die Zweidrittelmehrheit (75 %) der abgegebenen gültigen Stimmen. Der Anteil an Zustimmungen betrug 83,1 %.
Die Sektion Arbeitskreis Chancengleichheit in der Chemie (AKCC) wird somit zum 31. Dezember 2017 aufgelöst.

#### Bauchemie
Die Bauchemie stellt eine klassische Querschnittswissenschaft dar. Die Fachgruppe sieht sich deshalb als Forum für den interdisziplinären Dialog zwischen Chemikern, Bauingenieuren, Geowissenschaftlern, Architekten, Denkmalpflegern und Baustoffkundlern. Mit der Organisation von nationalen und internationalen Tagungen sowie von Workshops wird ein enges Netzwerk aus Interessierten am Fachgebiet gefördert. Die Fachgruppe unterstützt Nachwuchswissenschaftler mit der Vergabe von Förderpreisen für herausragende Diplom-/Masterarbeiten als auch Dissertationen auf dem Gebiet der Bauchemie. Die Teilnahme an Fachgruppenveranstaltungen wird für Studierende und Promovierende, die Mitglieder der Fachgruppe sind, mittels Stipendien unterstützt.

#### Biochemie
Die Fachgruppe Biochemie wurde 1981 gegründet und führt über 700 Wissenschaftler aus Hochschule, Forschungsinstituten und Industrie zusammen. Durch intensiven Austausch stellt sich die Fachgruppe den aktuellen Herausforderungen in Forschung, Anwendung und Ausbildung und trägt wirkungsvoll zur Erhaltung und Förderung der Wettbewerbsfähigkeit des Wissenschafts- und Wirtschaftsstandorts Deutschland bei. Die Fachgruppe richtet regelmäßig nationale oder internationale Arbeitstagungen aus, die sowohl der Biochemie allgemein als auch wechselnden Sonderthemen gewidmet sind. Diese reichen von der Katalyse in der Biochemie über die Stabilität und Stabilisierung von Proteinstrukturen, von der Chemie der Genforschung, der Chemie der neuronalen Informationsübertragung bis hin zur biologischen Energieübertragung. Darüber hinaus unterstützt die Fachgruppe Tagungen anderer Organisationen auf dem Gebiet der Biochemie. Sie fördert weiterhin die universitäre Ausbildung, die Qualifizierung von Jungwissenschaftlern, die Weiterbildung der Lehrer und widmet sich besonders der Berufssituation der Hochschulabsolventen. Zudem publizieren die Mitglieder der Fachgruppe regelmäßig in den Nachrichten aus der Chemie, der Mitgliederzeitschrift der GDCh. Sie tragen so zur Verbreitung neuester biochemischer Forschungsergebnisse und zu einem besseren Verständnis dieser spannenden Disziplin bei. Das Netzwerk von Fachleuten der verschiedenen biochemischen Spezialgebiete wird auf nationaler und internationaler Ebene ständig verbessert und erweitert. Darüber hinaus pflegt die Fachgruppe intensiven Kontakt zu anderen Fachgruppen, wie der FG Medizinische Chemie, der Liebig-Vereinigung für Organische Chemie und der Fachsektion Chemische Biologie.

#### Chemie des Waschens
Das Ziel der Fachgruppe Chemie des Waschens ist es, ein Forum für Interessierte aus Industrie, Behörden, Hochschulen, Instituten und Medien zu schaffen, in dem Diskussionen zu allen technischen Fragen rund um Wasch- und Reinigungsmittel offen und konstruktiv geführt werden können. Dabei richtet sich das Augenmerk auf wissenschaftsorientierte Aussagen zum nachhaltigen Nutzen für die Menschen in ihrer Umwelt.
Von besonderem Interesse für Jungmitglieder sind der jährlich ausgeschriebene Förderpreis im Bereich Grundlagenforschung bei Wasch- und Reinigungsmitteln sowie die Vergabe von Stipendien zur Teilnahme an der Jahrestagung, der European Detergents Conference EDC.

#### Chemie-Information-Computer (CIC)
Die Fachgruppe „Chemie-Information-Computer“ (CIC) möchte Wissenschaftler zusammenzubringen, die Interesse an der Computer-gestützten Lösung/Bearbeitung von chemischen Fragestellungen haben. Hierunter fallen Bereiche der Chemoinformatik (Methoden der Informatik, die versuchen, chemische Probleme zu lösen, wie z. B. die effiziente Speicherung und Suche von Molekülstrukturen und Moleküleigenschaften in Chemieinformationssystemen), die Molekül-Modellierung (z. B. Wirkstoffdesignansätze oder Computersimulationsmethoden), die Molekülmechanik und quantenchemische Methoden. Außerdem fördert die Fachgruppe den Einsatz von Open-Access- und Open-Source-Konzepten und engagiert sich auch international in der Computational Chemistry Community.
Nachwuchswissenschaftler werden jährlich für herausragende Diplom-/Master- und Doktorarbeiten auf dem Gebiet Chemie-Information-Computer von der Fachgruppe während der Tagung German Conference on Chemoinformatics (GCC) mit dem CIC Award for Computational Chemistry ausgezeichnet.
Aktuell:
Die Fachgruppe hat sich im Jahr 2018 umbenannt in "Computer in der Chemie" (CIC). Sie sieht ihre Aufgaben in
- der Förderung der Computeranwendungen in den chemischen Wissenschaften als Unterrichtsbestandteile an den Hochschulen in der Regel jährlich stattfindende internationalen Fachgruppenjahrestagung,
- der Unterstützung von Open Access und Open-Source-Entwicklungen im Themengebiet der Fachgruppe,
- der Zusammenarbeit zwischen Industrie und Hochschule,
- der Mitwirkung in einschlägigen nationalen und internationalen Arbeitskreisen,
- der Pflege der Beziehung zu verwandten Institutionen im In- und Ausland.

#### Chemie und Energie
Die Fachgruppe Chemie und Energie wurde im März 2009 als Arbeitsgemeinschaft gegründet und am 1. Januar 2016 in eine Fachgruppe überführt. Sie ist ein Zusammenschluss von ca. 250 Einzelpersonen, die sich für das Thema „Chemie und Energie“ interessieren. Die Fachgruppe beschäftigt sich unter chemischen Gesichtspunkten mit wissenschaftlichen und technischen Fragestellungen zum Thema „Energieversorgung der Zukunft“. Sie dient außerdem als Daten- und Informationsdrehscheibe zum Thema Chemie und Energie, macht energierelevante Aktivitäten in der GDCh sichtbar und organisiert den Austausch mit vergleichbaren technischen und naturwissenschaftlichen Arbeitskreisen und weiteren Partnern, die sich aus anderen Blickwinkeln mit dem Thema Energie befassen.

#### Chemieunterricht
Die Fachgruppe Chemieunterricht (FGCU) ist mit über 1900 Mitgliedern das Forum in der GDCh für alle Fragen zu Chemie an der Schule und zur Chemiedidaktik. Sie ist das Forum in der GDCh für alle Fragen zu Chemie in der Schule und zur Chemiedidaktik. Hier bringen sich Studenten, Referendare, Lehrkräfte aller Schulstufen und -arten, Fachdidaktiker und -wissenschaftler sowie Vertreter aus der Industrie und öffentlichem Dienst ein, um Schüler im Unterricht für die Chemie zu begeistern. Praxisnahe Angebote der FGCU sind unter anderen
- Die jährliche Vortrags- & Fortbildungstagung mit Diskussions-, Experimental- und Postervorträgen sowie Workshops[9]
- Diskussionskreis Wissenschaftlicher Nachwuchs
- Fachgruppenpreise: Der Preis für Lehrkräfte an Grundschulen, der Friedrich-Stromeyer-Preis, der Manfred-und-Wolfgang-Flad-Preis und der Heinrich-Roessler-Preis der FGCU sowie der Heinz-Schmidkunz-Preis der Gesellschaft Deutscher Chemiker werden auf der jährlichen Tagung der FGCU verliehen.[10]
- Das Publikationsorgan der FGCU ist die Zeitschrift Chemkon, die in vier Print-Ausgaben und acht Online-Ausgaben pro Jahr erscheint.[11] Die vier zusätzlichen Online-Ausgaben sollen vornehmlich Themen der Sekundarstufe II behandeln.

#### Chemiker im Öffentlichen Dienst
Die Mitglieder der Fachgruppe Chemiker im Öffentlichen Dienst stehen mit ihrer Arbeit direkt im Spannungsfeld zwischen Wirtschaft, Wissenschaft und Gesellschaft. Neben dem chemischen Fachwissen benötigen sie umfangreiche Kenntnisse über gesetzliche Regelwerke und gesellschaftspolitische Hintergründe. Die Fachgruppe möchte insbesondere die Jungchemiker über die Tätigkeitsfelder im öffentlichen Dienst informieren und ihnen zeigen, wo sie ihr in ihrem Berufsleben begegnen könnten.

#### Elektrochemie
Batterien, Brennstoffzellen, Desinfektion, Korrosionsschutz, Sensoren, Biotechnologie, Spurenstoffe und Chlorsynthese sind nur einige aktuelle Themen, zu denen die Elektrochemie wesentliche Beiträge liefert. Die Fachgruppe hat die Förderung aller Bereiche der Elektrochemie von den Grundlagen bis zur Anwendung zum Ziel. Für Jungmitglieder, die im Rahmen einer kleinen Party begrüßt werden, schreibt die Fachgruppe jährlich einen Förderpreis aus und bietet Tagungsstipendien, Exkursionen in die Elektrochemie und eine Landkarte elektrochemischer Studiengänge, Unternehmen und Institute an.

#### Festkörperchemie und Materialforschung
Die Fachgruppe Festkörperchemie und Materialforschung vereint die Förderung der Festkörperchemie als einer kreativen Synthese-Disziplin im Zentrum der Chemie mit der physikalisch-chemisch orientierten Materialforschung als einer weiteren Basis für moderne Festkörpertechnologien. Die Fachgruppe bildet den Rahmen für den wissenschaftlichen Austausch von Forschern aus Universitäten, Forschungsinstituten und in Industrieunternehmen – und sie bietet seit ihrer Gründung dem wissenschaftlichen Nachwuchs die Kontakte mit erfahrenen Festkörperchemikern. Im Zentrum der Fachgruppenarbeit steht auch in Zukunft der Anspruch, den hohen Standard der Festkörperchemie in Deutschland weiter zu fördern und die interdisziplinäre Materialforschung durch Impulse aus der Chemie richtungsweisend mitzugestalten.

#### Freiberufliche Chemiker und Inhaber freier unabhängiger Laboratorien
Die FFCh bringt die beruflich selbständigen Chemiker zusammen. Kontakte („Networking“) und ständige Weiterbildung sind für Selbständige wichtige Erfolgsfaktoren; beides will die Fachgruppe anbieten und pflegen. Chemiker jeden Alters – ob noch an der Hochschule oder schon im Seniorenalter – die sich mit dem Gedanken an eine Selbständigkeit tragen, finden in der FFCh Kontakte und Hilfe zu wissenschaftlichen und geschäftlichen Fragestellungen, z. B. dem Businessplan.

#### Geschichte der Chemie
Die Fachgruppe Geschichte der Chemie bietet eine Plattform für Präsentationen historischer Arbeiten. Alle zwei Jahre findet eine Tagung statt, Ergebnisse und Neuigkeiten werden in den Mitteilungen der FG veröffentlicht. In der Fachgruppe wird der Dialog über die historischen Wurzeln, Traditionen und das Selbstverständnis der Chemiker geführt, gerade über Generationengrenzen hinweg. Für Nachwuchswissenschaftler/innen wird seit 1992 alle zwei Jahre der Bettina-Haupt-Förderpreis ausgeschrieben, benannt nach der 1985 jung verstorbenen Chemiehistorikerin Bettina Haupt, geb. Sperlich.

#### Gewerblicher Rechtsschutz
Die Kernarbeit der Fachgruppe „Gewerblicher Rechtsschutz“ ist die Förderung der auf den Gebieten des gesamten gewerblichen Rechtsschutzes und der Patentfragen tätigen Mitglieder. Arbeitstagungen, Seminare und Kolloquien dienen diesem Zweck. Als Bildungsforum für den gewerblichen Rechtsschutz, als Forum für den Erfahrungsaustausch für Patentfragen, Gesetzgebung, Rechtsprechung und Amtspraxis ist die Fachgruppe sehr angesehen, wozu der jährlich stattfindende Spezialisierungstag besonders beiträgt.
Die Fachgruppe steht auch als Berater von Studenten etc. zur Vermittlung des entsprechenden Rüstzeuges und von Grundkenntnissen für eine Tätigkeit im gewerblichen Rechtsschutz zur Verfügung. Ausdrückliches Ziel ist es dabei, den Diplomchemikern die entsprechenden patentrechtlichen Grundlagen an Hochschulen und Universitäten zu vermitteln.

#### Lackchemie
Die Fachgruppe Lackchemie vertritt ein vielfältiges, interdisziplinäres und daher komplexes Fachgebiet, in dem sowohl traditionelle Wissenschaftsbereiche, wie z. B. die anorganische, organische und Kolloidchemie, als auch neue, wie die Nano- und Umwelttechnologie, ihr Forum finden. Durch die „offenen Grenzen“ des Fachgebiets ist die Fachgruppe besonders stark auf einen intensiven, vernetzten Wissens- und Erfahrungsaustausch angewiesen. Für studentische Mitglieder gibt es eine kostenlose Börse für Betriebspraktika, Ferienjobs und Examensarbeiten sowie kostenfreie Teilnahme an der Lacktagung und der Summer-School Coatings and Colourants.

#### Lebensmittelchemische Gesellschaft (LChG)
Die Lebensmittelchemische Gesellschaft stellt innerhalb der GDCh die meisten Mitglieder, deren fachlicher Wirkungskreis von Hochschule bis zu Ministerien, der Lebensmittelüberwachung bis zur Industrie und Selbständigen reicht. In vielen Arbeitsgruppen werden hier aktuelle wissenschaftliche Themen bearbeitet und ein Austausch auf den jährlichen großen (Deutsche Lebensmittelchemietage) und kleineren Tagungen (Regionalverbandstagungen) sowie über die eigene Zeitschrift „Lebensmittelchemie“ gewährleistet.
Die Arbeitsgruppe Junge Lebensmittelchemie (AG JLC) stellt dabei als Interessenvertretung von Studierenden oder Promovierenden im Fach Lebensmittelchemie an deutschen Hochschulen, Lebensmittelchemikern im Praktischen Jahr sowie Berufseinsteigern eine Sonderrolle da. Sie sticht dabei nicht nur durch ihre schiere Größe, sondern auch durch ihre losgelöste Organisationsstruktur heraus.

#### Liebig-Vereinigung für Organische Chemie
Die Liebig-Vereinigung für Organische Chemie widmet sich den Themen der Organischen Chemie im engeren wie weiteren Sinne. Sie vergibt an jüngere Wissenschaftler, die sich durch neue, originelle und richtungweisende wissenschaftliche Arbeiten auf dem Fachgebiet qualifiziert haben, den ORCHEM-Preis für Nachwuchswissenschaftler. Weiterhin werden an Promovierende und Postdocs mit neuen und originellen wissenschaftlichen Arbeiten Posterpreise und Kurzvorträge vergeben, z. B. im Rahmen der Orchem-Tagungen, der WIFO-Veranstaltungen der GDCh, und auch in Verbindung mit wechselnden Fachtagungen, die von den Mitgliedern ausgerichtet werden.

#### Magnetische Resonanzspektroskopie
Die Fachgruppe Magnetische Resonanzspektroskopie bildet ein Forum für den Kontakt zwischen allen auf dem Gebiet der magnetischen Resonanz tätigen Wissenschaftlern an der Hochschule, in der Industrie und an anderen Institutionen im In- und Ausland. Aufgrund des interdisziplinären Charakters der Methode herrscht reger Gedanken- und Erfahrungsaustausch zwischen Chemikern, Physikern und Biologen. Studentische Mitglieder der Fachgruppe nehmen kostenlos an den jährlich stattfindenden Fachgruppen-Tagungen teil und können mit dem Ernst-Award ausgezeichnet werden.

#### Makromolekulare Chemie
Die Fachgruppe Makromolekulare Chemie führt Wissenschaftler aus Hochschulen, Forschungsinstituten und Industrie zusammen und bündelt die Expertisen aus den Bereichen Polymerchemie, -physik und -anwendungen. Durch intensiven Austausch nach innen und außen stellt sich die Fachgruppe den aktuellen Herausforderungen in Forschung, Anwendung und Ausbildung im Bereich der Makromolekularen Wissenschaften und trägt zur Erhaltung und Förderung der Wettbewerbsfähigkeit des Wissenschafts- und Wirtschaftsstandorts Deutschland bei. Die Fachgruppe führt den Hochschullehrernachwuchs-Workshop mit Vergabe des Reimund Stadler-Preises durch. Dieser Workshop bietet angehenden Hochschullehrern aus dem Bereich der Polymerchemie und angrenzender Gebiete die Möglichkeit, ihre Arbeiten im Kreise ausgewählter Wissenschaftler vorzustellen, und fördert so die Vernetzung untereinander, aber auch die Zusammenarbeit zwischen Hochschulen, Instituten und der Industrie. Für herausragende Arbeiten verleiht die Fachgruppe zu diesem Anlass den Reimund Stadler-Preis. Weiterhin vergibt die Fachgruppe Reisestipendien an Studierende und Doktoranden. Auf Antrag gewährt sie Beihilfen für die Teilnahme an Tagungs- und Konferenzveranstaltungen. Sie ist Mitherausgeberin des Hochschulführers Makromolekulare Chemie und wirkt beim Fortbildungsprogramm der GDCh mit.

#### Medizinische Chemie
Die Fachgruppe Medizinische Chemie besteht seit 1971. Ihre ca. 800 Mitglieder sind in Hochschulinstituten, anderen Forschungseinrichtungen und in der pharmazeutischen Industrie tätig. Es sind vor allem Chemiker und Pharmazeuten, aber auch Informatiker, Verfahrensingenieure u. a. Die Fachgruppe hat zum Ziel den Brückenschlag zwischen Chemie einerseits und Biologie, Medizin und Pharmazie andererseits. Sie befasst sich gebietsübergreifend mit Fragen der modernen Arzneimittelentwicklung, insbesondere der Wirkstofffindung, der Leitsubstanzoptimierung unter Einbeziehung der modernen Technologien wie kombinatorische Synthese, Hochdurchsatz-Screeningsysteme auf der Basis molekularbiologischer Grundlagen, Drug Design, Molecular-Modelling, quantitative Struktur-/Wirkungsanalysen, Pharmakokinetik und Metabolismus u. a.
Die Fachgruppe hat das Ziel, diese Disziplin national und international zu fördern und zu vertreten. Schwerpunkte dabei sind die Organisation einer alljährlichen Tagung „Frontiers in Medicinal Chemistry“ mit internationaler Beteiligung, einer Summerschool speziell für Studenten und junge Wissenschaftler und die Förderung von Nachwuchswissenschaftlern durch die Vergabe von Promotionspreisen und eines Innovationspreises.

#### Nachhaltige Chemie
Die Fachgruppe Nachhaltige Chemie beschäftigt sich mit den Beiträgen der Chemie zu einer nachhaltigen Entwicklung unserer Gesellschaft. Die verschiedenen Aspekte der Nachhaltigkeit werden u. a. auf der jährlich stattfindenden Jahrestagung diskutiert. Zur Unterstützung der Nachwuchsförderung verleiht die Fachgruppe einen Preis für die beste Promotionsarbeit auf dem Gebiet der nachhaltigen Chemie. Nachhaltige Chemie ist die Erforschung der Nutzung stofflicher Ressourcen und deren Umwandlung ohne Schaden für zukünftige Generationen.
Dabei gibt es folgende Themenschwerpunkte: sparsame Energiewirtschaft, nachwachsende Rohstoffe, umweltschonende Katalyse, alternative Reaktionsbedingungen, Bewertung von chemischen Prozessen und Produkten, nachhaltige Produkte.
Die aktuelle Jahrestagung findet vom 17. bis 19. September 2018 in Aachen statt.

#### Nuklearchemie
Die Fachgruppe Nuklearchemie beschäftigt sich interdisziplinär mit Themen, die den Umgang mit radioaktiven Stoffen und ionisierender Strahlung beinhalten. Dazu gehört Forschung in den Bereichen Lebenswissenschaften, Energie, Umweltschutz bis hin zu grundlegenden wissenschaftlichen Fragestellungen z. B. zur Radioanalytik oder zur Chemie superschwerer Elemente. Die Fachgruppe organisiert entsprechende Fachtagungen und fördert insbesondere junge Wissenschaftler z. B. durch Verleihung von Doktorandenpreisen.

#### Photochemie
Die Fachgruppe Photochemie besteht seit 1971 und hat ca. 300 Mitglieder (Stand: Januar 2016). Ihre Ziele auf dem Gebiet der Photochemie und ihren Grenzgebieten sind u. a. die Förderung des Gedankenaustausch unter Fachkollegen zu fördern und fachliche Anregungen zu vermitteln, die Beziehungen zu entsprechenden Organisationen im Ausland zu pflegen, die fachbezogene Lehre im Chemieunterricht an den Hochschulen zu verankern bzw. zu stärken und den wissenschaftlichen Nachwuchs zu fördern. Um den fachlichen und wissenschaftlichen Gedankenaustausch unter ihren Mitgliedern zu fördern, führt die Fachgruppe in regelmäßigen Abständen (z. Z. alle zwei Jahre) wissenschaftliche Vortragsveranstaltungen (einschließlich Posterpräsentationen) durch. Weitere Aufgaben der Fachgruppe bestehen in der Organisation von Fortbildungskursen und Informationstagen und der Unterrichtung der Presse zu aktuellen Themen.
Die Photochemie umfasst die Themengebiete: Photosynthese, Solarchemie, photoinduzierte Reaktionen, Photochromie, optische Spektroskopie, Photoprozesse der Atmosphäre, Chemische Grundlagen des Sehvorgangs, Fotografie, photodynamische Therapie.

#### Seniorexperten Chemie
Um der demografischen Entwicklung seiner Mitglieder Rechnung zu tragen, wurde im Oktober 2006 die Sektion Seniorexperten Chemie (SEC, engl. Senior Expert Chemists) gegründet.
Die SEC sind GDCh-Mitglieder im fortgeschrittenen Alter, meist Pensionäre. Sie haben alle eine Hochschulausbildung und langjährige Berufserfahrung. Die SEC möchten dieses Wissen auch weiterhin nutzen und stellen es daher der Öffentlichkeit unentgeltlich zur Verfügung.
Die Arbeit der SEC konzentriert sich auf die folgenden Themen: Netzwerke und Beziehungen von Chemikern im In- und Ausland, Ansehen und Verständnis der Chemie in der Öffentlichkeit und Chemie-Bildung in jedem Lebensalter. Das SEC Jahrestreffen ist dabei das prominenteste Projekt. Die SEC schreiben aber auch verständliche Kolumnen für die Tagespresse, bieten Schulen und anderen Bildungseinrichtungen didaktisch fundierte Vorträge an oder organisieren technisch orientierte Exkursionen (SEC Technology Tour). In Zukunft möchten die SEC verstärkt mit den Ortsverbänden der GDCh zusammenarbeiten.

#### Umweltchemie und Ökotoxikologie
Die Fachgruppe Umweltchemie und Ökotoxikologie der GDCh beschäftigt sich mit dem Verbleib von Chemikalien in der Umwelt (Umweltchemie) – ihren Eintragswegen, ihrer Verteilung und ihrer Umwandlung in den Kompartimenten Boden, Wasser, Luft – und deren Wirkung auf Organismen und Lebensräume (Ökotoxikologie). Das Themenfeld ist ausgesprochen interdisziplinär und ein weites Forschungs- und Betätigungsfeld für Chemiker, Biologen, Geowissenschaftler, Juristen, Ingenieure und Wissenschaftler weiterer verwandter Fachrichtungen. Für interessierte Wissenschaftler und Praktiker bietet die Fachgruppe mit ihren Arbeitskreisen ein Forum zur Weiterentwicklung des Fachgebiets. Derzeit bestehen mit insgesamt ca. 800 Mitgliedern die folgenden Arbeitskreise: Atmosphärenchemie, Bodenchemie und Bodenökologie, Chemikalienbewertung Umweltmonitoring.
Die Fachgruppe verleiht seit 2009 den Paul-Crutzen-Preis.

#### Vereinigung für Chemie und Wirtschaft
Die Vereinigung für Chemie und Wirtschaft (VCW) wurde 1999 vor dem Hintergrund gegründet, innerhalb der GDCh auch der beruflichen Realität der in der Wirtschaft tätigen Chemiker Rechnung zu tragen. Seither hat sie sich zu einem wichtigen beruflichen Netzwerk der Chemiewirtschaft und Pharmaindustrie entwickelt und sich immer wieder mit eigenständigen Beiträgen in den Diskurs der Industrie- und Technologieentwicklung eingeschaltet. Sie bietet ein Forum für den offenen Austausch zu aktuellen Fragen und Entwicklungen in der Branche, organisiert zu wichtigen Themen Vortragsveranstaltungen, gibt Publikationen heraus und verleiht einen Studienpreis Wirtschaftschemie.
Die Vereinigung umfasst ca. 700 Mitglieder und eröffnet diesem Kreis von interessierten Chemikern, Hochschullehrern, Betriebswirten und Studenten ein Gesprächsforum für Belange der Chemiewirtschaft in Konferenzen zu aktuellen Themen aus Entwicklung, Wirtschaft und Gesellschaft im Zusammenhang mit der Chemiebranche. Auch bei Stammtischen in verschiedenen Städten werden Diskussionsmöglichkeiten geboten.

#### Wasserchemische Gesellschaft
Die Wasserchemische Gesellschaft ist tätig für den wirksamen Schutz, die sinnvolle Nutzung, die zweckmäßige Aufbereitung und Reinigung sowie die sachgemäße Untersuchung und Beurteilung des Wassers. Ihre fachliche Arbeit wird im Wesentlichen in den drei Hauptausschüssen „Analyseverfahren“, „Stoffe und Gewässergüte“ und „Wissenschaftliche Grundlagen“ und deren Arbeitskreisen geleistet. Die Wasserchemische Gesellschaft gibt die Deutschen Einheitsverfahren zur Wasser-, Abwasser- und Schlammuntersuchung und die Zeitschrift „Vom Wasser – Das Journal“ heraus. Für die Teilnahme an der Jahrestagung der Fachgruppe im Frühjahr werden zahlreiche Stipendien vergeben, außerdem vergibt die Fachgruppe, gefördert von der Walter-Kölle-Stiftung, jährlich in der Regel einen Promotionspreis auf dem Gebiet der Wasserchemie.

#### Wöhler-Vereinigung für Anorganische Chemie
Die Wöhler-Vereinigung für Anorganische Chemie setzt sich für die Entwicklung des Verständnisses für die Anorganische Chemie ein, regt Forschungsrichtungen und Forschungsvorhaben auf dem Gebiet der Anorganischen Chemie an, fördert das Fach Anorganische Chemie an den Hochschulen und informiert ihre Mitglieder über wesentliche Veröffentlichungen sowie andere Aktivitäten, die das Gebiet der Anorganische Chemie betreffen. Sie unterstützt den Erfahrungsaustausch unter den Mitgliedern und ausländischen Kollegen. Mit Nachwuchsgruppenpreisen der Wöhler-Vereinigung, welche auf der Fachgruppentagung und dem Wissenschaftsforum vergeben werden, unterstützt sie den wissenschaftlichen Nachwuchs. Durch die Zusammenarbeit mit Vertretern der chemischen Industrie schlägt die Wöhler-Vereinigung eine Brücke zwischen Schule, Hochschule und Beruf.

### Arbeitsgemeinschaften und weitere Strukturen
Folgende Arbeitsgemeinschaften und weitere Strukturen sind unter dem Dach der GDCh vertreten:

#### Deutsche Gesellschaft für Katalyse (GeCatS)
Die Deutsche Gesellschaft für Katalyse (GeCatS) ist die zentrale Interessenvertretung der deutschen Katalyse-Gemeinschaft. Ihr gehören ca. 1100 Mitglieder an. Aufgaben und Ziele der Gesellschaft sind u. a., den wissenschaftlichen Nachwuchs zu fördern, das Ansehen des Fachgebietes in der breiten Öffentlichkeit zu verbessern und eine Diskussions- und Informationsplattform für die Katalyseforschung und -anwendung zu bieten. Weitere zentrale Anliegen sind Kooperationen mit anderen nationalen/europäischen/internationalen Organisationen, die Lobbyarbeit bei Förderorganisationen und die Organisation und Durchführung eines jährlichen Fachtreffens (Jahrestreffen Deutscher Katalytiker). Trägergesellschaften sind DECHEMA, VDI-GVC sowie GDCh, DBG und DGMK.

#### Arbeitsgruppe Berufliche Bildung
Die Arbeitsgruppe Berufliche Bildung der GDCh setzt sich aus Angehörigen nicht-akademischer Chemieberufe wie Chemisch-technische Assistenten, Chemielaboranten oder Chemietechniker zusammen. Die Arbeitsgruppe bietet eine Plattform zum Gedanken- und Erfahrungsaustausch, gibt fachliche Anregungen und arbeitet unabhängig von Gewerkschaften, Arbeitgeberverbänden oder Organisationen der chemischen Industrie. Zu den Aufgaben der Arbeitsgruppe gehört es, regelmäßig die aktuelle Situation aller mittleren Chemieberufe zu bewerten und in Ausbildungsfragen und Novellierungen den Kontakt zu den zuständigen Ministerien der Bundesländer, der Ständigen Konferenz der Kultusminister (KMK), den Fachverbänden und anderen Interessensvertretungen zu halten. Darüber hinaus setzt sich die Arbeitsgruppe für eine Ausweitung des Fortbildungsangebots für nicht-akademische Berufsgruppen ein.

#### Arbeitsgemeinschaft Chemie in der Medizinerausbildung
Die Arbeitsgemeinschaft Chemie in der Medizinerausbildung wurde am 2. September 2010 gegründet. Ziel der AG ist die Weiterentwicklung und Modernisierung der chemisch-naturwissenschaftlichen Ausbildung in medizinischen Studiengängen (Human- und Zahnmedizin, aber auch Veterinärmedizin, Molekulare Medizin u. Ä.). Zudem vertritt die Arbeitsgemeinschaft die Interessen dieser Fächer und ihrer Vertreter nach außen, insbesondere in Bezug auf die Erstellung von Ausbildungsstandards und die Vertretung in universitätsübergreifenden bzw. außeruniversitären Gremien. Ziel ist die nachhaltige Verankerung der Chemie als naturwissenschaftliches Grundlagenfach in einem modernen Medizinstudium, das den Chancen und Herausforderungen des rapide wachsenden molekularen Wissens gerecht wird. Außerdem stellt die AG eine Plattform für den Erfahrungsaustausch auf jeder Ebene dar.

#### Arbeitsgemeinschaft Chemie und Gesellschaft
Die Arbeitsgemeinschaft Chemie und Gesellschaft wurde 2014 von GDCh-Präsident Thomas Geelhaar gegründet, der für seine Amtszeit „Chemie und Gesellschaft“ als Schwerpunktthema gewählt hat. Unter dem Motto „Chemie im Dialog mit der Gesellschaft – Information, Faszination, Kontroversen“ beabsichtigt die Arbeitsgemeinschaft insbesondere zu kontrovers diskutierten Themen die Perspektive der Chemie einzubringen. Im Fokus steht dabei ein ehrlicher und transparenter Dialog mit Öffentlichkeit, Politik und Zivilgesellschaft. Die Arbeitsgemeinschaft thematisiert sowohl die Errungenschaften der Chemie als auch die großen Herausforderungen Energieversorgung, Klimawandel und Wandel der Rohstoffbasis, und wendet sich insbesondere auch an die nächste Generation, um Faszination für die Chemie zu schaffen.

#### Arbeitsgemeinschaft Deutscher Universitätsprofessoren und -professorinnen für Chemie (ADUC)
Die Arbeitsgemeinschaft Deutscher Universitätsprofessoren und -professorinnen für Chemie (ADUC) wurde 1897 als Verband der Laboratoriumsvorstände an deutschen Hochschulen gegründet und ist seit 1999 eine Arbeitsgemeinschaft in der GDCh. Die ADUC fördert Wissenschaft und Forschung auf dem Gebiet der Chemie sowie die Bildung eines geeigneten wissenschaftlichen Nachwuchses. Zu den Aufgaben und Aktivitäten der Arbeitsgemeinschaft gehören Stellungnahmen zur Entwicklung der Chemie in Forschung und Lehre an Hochschulen, die Planung und Ausrichtung der Chemiedozententagung, die Vergabe des ADUC-Jahrespreises für Habilitanden/Habilitandinnen sowie die Abstimmung von Studiengängen mit der Konferenz der Fachbereiche Chemie.

#### Arbeitsgemeinschaft Fluorchemie
Die Arbeitsgemeinschaft Fluorchemie wurde 2008 gegründet, um der Fluorchemie als einer interdisziplinären Wissenschaft mit Anknüpfungspunkten zu bestehenden Fachgruppen der GDCh gerecht zu werden. Die Aufgaben der AG bestehen darin, Interesse und Verständnis für die Fluorchemie und ihre Teilgebiete zu wecken, die Fluorchemie an den Hochschulen, in der Industrie und in öffentlichen Institutionen zu fördern und den Nachwuchs in allen Bereichen der Fluorchemie zu unterstützen. Darüber hinaus informiert die AG über wesentliche Forschungsrichtungen und andere Aktivitäten auf dem Gebiet der Fluorchemie, baut die Kontakte und den Erfahrungsaustausch unter den Mitgliedern sowie mit ausländischen Kollegen aus, und fördert die Fortbildung im Bereich der Fluorchemie. Gleichzeitig soll eine Brücke zwischen Schule, Hochschule und Beruf geschlagen sowie die Verbindung und Zusammenarbeit mit den anderen Disziplinen der Chemie intensiviert werden.

#### Arbeitsgemeinschaft Phosphorchemie
Die Arbeitsgemeinschaft Phosphorchemie wurde im Jahr 2019 gegründet. Ihr wesentliches Ziel ist die Förderung der Phosphorchemie an Hochschulen, öffentlichen Institutionen und in der Industrie. Die AG Phosphorchemie vernetzt Phosphorchemikerinnen und -chemiker im In- und Ausland und fördert die Zusammenarbeit mit anderen Disziplinen der Chemie. Zu diesem Zweck arbeitet AG Phosphorchemie quervenetzend mit anderen Fachgruppen der GDCh zusammen.

#### Arbeitsgemeinschaft Theoretische Chemie (AGTC)
Die Arbeitsgemeinschaft Theoretische Chemie (AGTC) wird von den drei wissenschaftlichen Gesellschaften, Deutsche Bunsen-Gesellschaft für Physikalische Chemie (DBG), Deutsche Physikalische Gesellschaft (DPG) und Gesellschaft Deutscher Chemiker (GDCh), getragen. Die AG fördert die Zusammenarbeit der auf dem Gebiet der Theoretischen Chemie tätigen Wissenschaftler und vertritt ihre Interessen gegenüber anderen Fächern und deren Verbänden.

#### Gemeinsame Fachgruppe chemische Biologie
Die Fachgruppe chemische Biologie wurde 2005 gemeinsam von der Gesellschaft für Chemische Technik und Biotechnologie e. V. (DECHEMA), der Deutschen Pharmazeutischen Gesellschaft e. V. (DPhG), der Gesellschaft für Biochemie und Molekularbiologie e. V. (GBM) und der Gesellschaft Deutscher Chemiker e. V. (GDCh) gegründet. Wichtigstes Ziel der Fachgruppe ist der Start des ChemBioNet als ein Experten- und Ressourcen-Netzwerk zur Unterstützung der Chemischen Biologie in der akademischen Grundlagenforschung.

#### Gemeinsame Fachgruppe Bioinformatik
Die Bioinformatik ist eine interdisziplinäre Wissenschaft, die Fragen aus der biowissenschaftlichen Forschung, vor allem solche auf molekularem Niveau, mit mathematischen Ansätzen und computergestützten Methoden bearbeitet. Aus diesem Grund vereinbarten die Gesellschaft für Chemische Technik und Biotechnologie e. V. (DECHEMA), die Gesellschaft für Biochemie und Molekularbiologie e. V. (GBM), die Gesellschaft Deutscher Chemiker e. V. (GDCh) und die Gesellschaft für Informatik e. V. (GI) im Mai 2014, die Aktivitäten ihrer Fachgruppen auf dem Gebiet der Informatik in den Lebenswissenschaften in der Gemeinsamen Fachgruppe Bioinformatik zusammenzuführen.
Die Fachgruppe unterstützt die akademische Lehre intensiv durch Beiträge zur Ausbildung und zur Gestaltung und setzt sich für die Anpassung des Ausbildungsangebots an die sich stark wandelnde Nachfrage ein. Jährlich findet darüber hinaus die German Conference on Bioinformatics (GCB) statt, die größte nationale Veranstaltung dieser Art in Europa.

### Fortbildung
Die Gesellschaft Deutscher Chemiker bietet Fortbildungskurse für Chemiker unter anderem in folgenden Bereichen an:
- „Analytische Chemie“ (Chromatographie, Massenspektrometrie, Spektroskopie),
- „Qualitätssicherung“,
- „Biowissenschaften“ (medizinische Chemie),
- „Synthesemethoden“,
- „Lebensmittelchemie“,
- „moderne Methoden und Verfahren“,
- „Chemie und Wirtschaft“,
- „Chemie und Recht“.

Auch Nichtchemiker können sich unter der Rubrik „Chemie für Nichtchemiker“ Kenntnisse in den Grundlagen der Chemie aneignen.

### Fachzeitschriften
Die Gesellschaft Deutscher Chemiker ist Herausgeber und Eigentümer bzw. Mitherausgeber/Miteigentümer einer Reihe von renommierten Fachzeitschriften aus fast allen Bereichen der Chemie. Über die Wiley-VCH GmbH & Co. KGaA in Weinheim werden unter anderem verlegt: die Angewandte Chemie in deutscher und englischer Ausgabe, die Chemistry Europe Zeitschriften (mit dem Magazin ChemistryViews), die Zeitschrift Chemie Ingenieur Technik (mit CITplus und ChemBioEng Reviews), die Chemie in unserer Zeit sowie die CHEMKON. Zusammen mit dem Wissenschaftsverlag Springer Science+Business Media gibt die GDCh, gemeinsam mit den französischen, spanischen, italienischen, schweizerischen, österreichischen und polnischen chemischen Gesellschaften seit 2002 die Zeitschrift Analytical and Bioanalytical Chemistry heraus.
Gänzlich in redaktioneller Eigenregie und mit verlegerischer Betreuung durch Wiley-VCH erscheint die Mitgliederzeitschrift „Nachrichten aus der Chemie“.

### Kooperationen
Die GDCh beteiligt sich in vielfältiger Weise an Diskussionen und Aktivitäten auf nationaler und internationaler Ebene. Im nationalen Kontext betrifft dies in erster Linie themenorientierte Kooperationen mit befreundeten Fachgesellschaften. Im internationalen Zusammenhang ist ein stärkeres Zusammenwachsen der europäischen chemischen Gesellschaften mit dem Ziel, einen gemeinsamen europäischen Forschungsraum in der Chemie zu schaffen, ebenso Anliegen der GDCh wie die enge Kooperation mit ihren Partnern im nicht europäischen Ausland. Zur Verwirklichung dieser Ziele arbeitet die GDCh engagiert in den europäischen und internationalen Dachorganisationen der Chemie mit.
Diese sind u. a. die European Chemical Society (EuChemS), Chemistry Europe, die IUPAC/Deutscher Zentralausschuss für Chemie; die Akkreditierungsagentur ASIIN und das Forum Analytik.

### Tagungen
Die Gesellschaft Deutscher Chemiker veranstaltet nationale und internationale Tagungen, Symposien und Kongresse zu allen Gebieten der Chemie.

#### Wissenschaftsforum Chemie
Das Wissenschaftsforum Chemie ist ein deutscher Wissenschaftskongress zum Thema Chemie der GDCh. Sie findet alle zwei Jahre an wechselnden Orten in Deutschland statt. Es deckt die gesamte Breite der Chemie ab. Hier treffen sich ca. 2000 Chemiker. Neben dem vielseitigen und hochkarätigen wissenschaftlichen Programm gibt es eine große Firmenausstellung, eine Jobbörse und ein abwechslungsreiches Rahmenprogramm, auch für die interessierte Öffentlichkeit.
Das GDCh-Wissenschaftsforum 2017 „Chemie bewegt“ zum 150-jährigen Jubiläum fand im September in Berlin statt. Die GDCh-Fachgruppen tagten in mehreren Postersessions und Symposien im Rahmen des Wissenschaftsforums Chemie 2017 der Gesellschaft Deutscher Chemiker (GDCh) am 12. und 13. September 2017 an der Freien Universität und im Harnack-Haus der Max-Planck-Gesellschaft in Berlin-Dahlem. Die Veranstaltungen beinhalteten das Spektrum der modernen Chemie – vom Schulexperiment über die Grundlagenforschung bis zur industriellen Anwendung. Sie dienten dem wissenschaftlichen Austausch über neue Trends sowohl in Industrie als auch an Schule, Hochschule und in Forschungseinrichtungen. Auch Chemielehrer bekamen neue Impulse zur zeitgemäßen Gestaltung des Chemieunterrichts. Das Wissenschaftsforum hatte auch andere Zielgruppen im Blick: Schüler ebenso wie Existenzgründer, Wirtschaftsvertreter, Investoren oder Politiker. Das Themenspektrum reicht dabei vom „Science Slam zur Chemie“ über den Experimentiertag für Schüler bis zum Innovationsmarathon.

### Projekte
Die GDCh fördert die Chemie in Lehre, Forschung sowie Anwendung und engagiert sich für Verständnis und Wissen von Chemie und chemischen Zusammenhängen in der Öffentlichkeit u. a. auch in folgenden Projekten:
- Wöchentlich werden auf der Internetseite der „Aktuellen Wochenschau“ Einblicke in aktuelle Forschungsthemen verschiedener Teilbereiche der Chemie vermittelt (bisherige Themen: Analytische Chemie, Elektrochemie und Farben & Lacke, Nachhaltige Chemie, Lebensmittelchemie, Chemie & Energie, Bauchemie, Chancengleichheit in der Chemie, Biochemie, Wasserchemie sowie Chemie und Licht).[16]
- Auf der Internetplattform „Faszination Chemie“ werden verschiedene chemische Inhalte möglichst öffentlichkeitsnah und interessant dargestellt. Dabei wird weitgehend auf komplizierte chemische Formeln verzichtet. Die Artikel richten sich vom Schwierigkeitsgrad sowohl an Laien als auch an chemieaffine Leser. Ziele der Plattform sind das Näherbringen von Informationen und das Wecken von Faszination für die Chemie.[17]
- Angebote zur Lehrerfortbildung in GDCh-Fortbildungszentren in Kooperation mit mehreren Universitäten.[18]
- Vergabe von Reisestipendien zur Teilnahme an Tagungen und Kongressen.

## Preise und Auszeichnungen
Die Gesellschaft Deutscher Chemiker vergibt die folgenden Preise und Auszeichnungen:

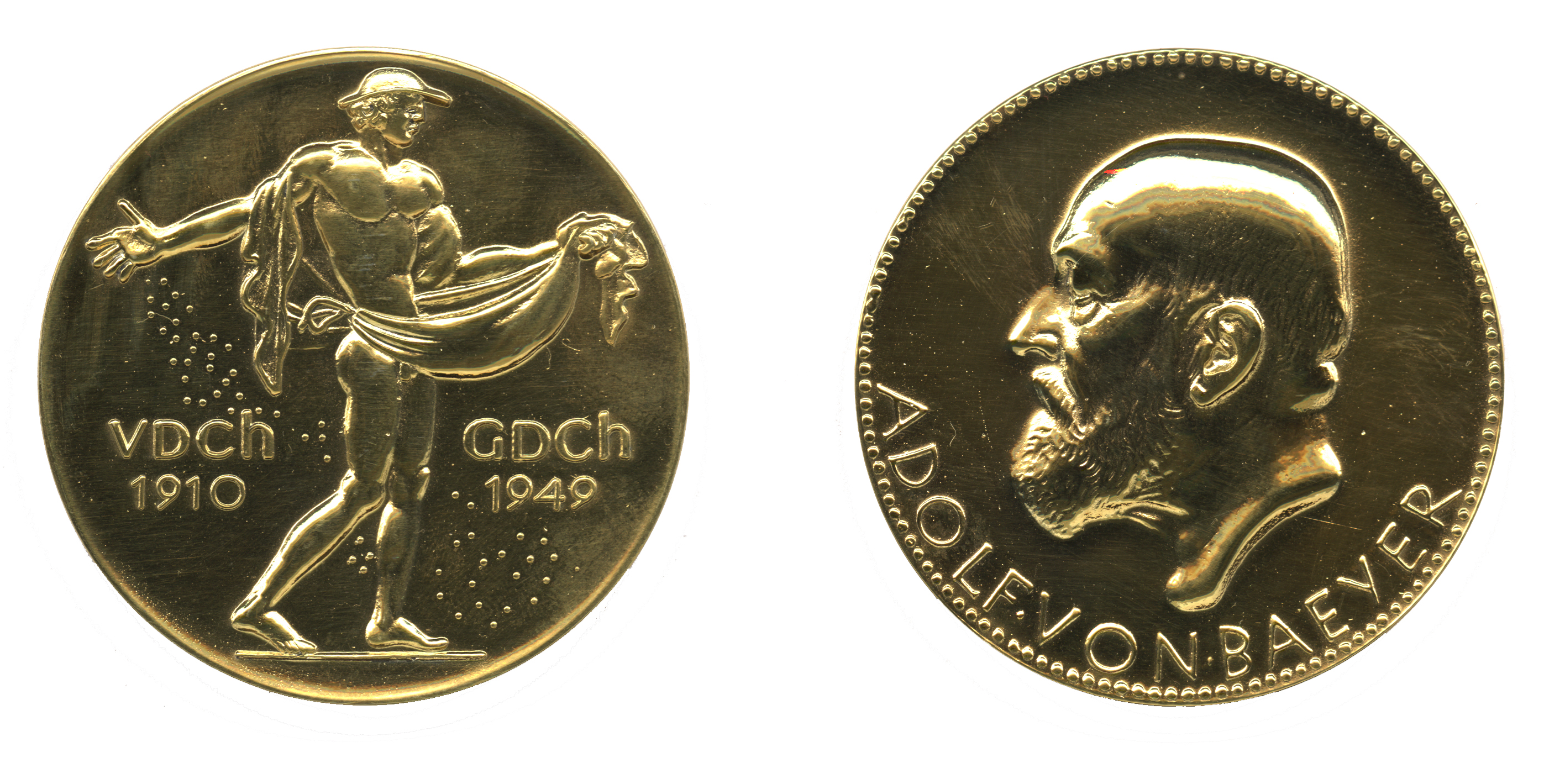
Gedenkmünze A von Baeyer, die von der Gesellschaft Deutscher Chemiker als besondere Auszeichnung auf dem Gebiet der organischen Chemie vergeben wird.

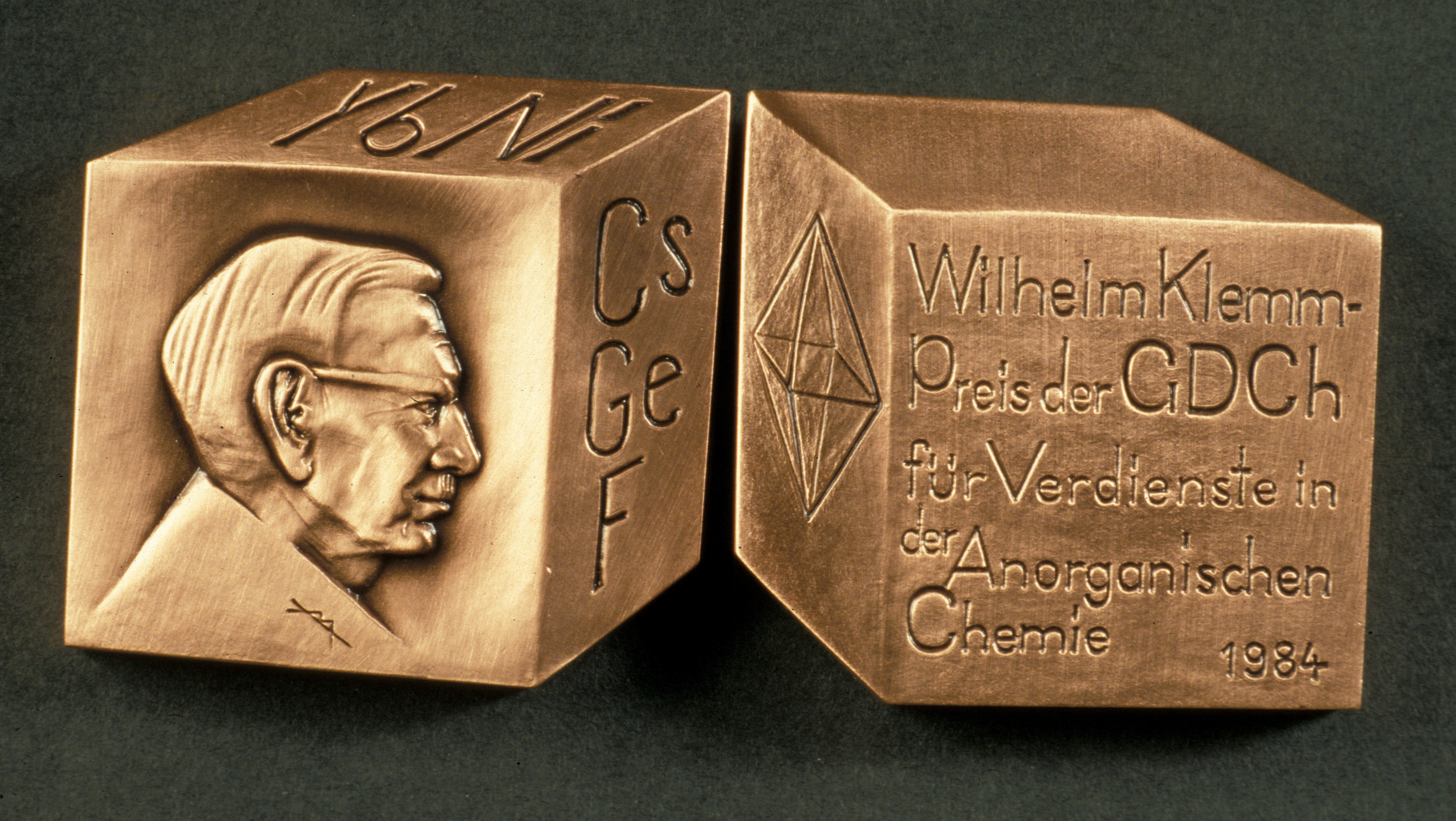
Gedenkwürfel (Wilhelm Klemm), die von der GDCh als besondere Auszeichnung auf dem Gebiet der anorganischen Chemie vergeben wird.

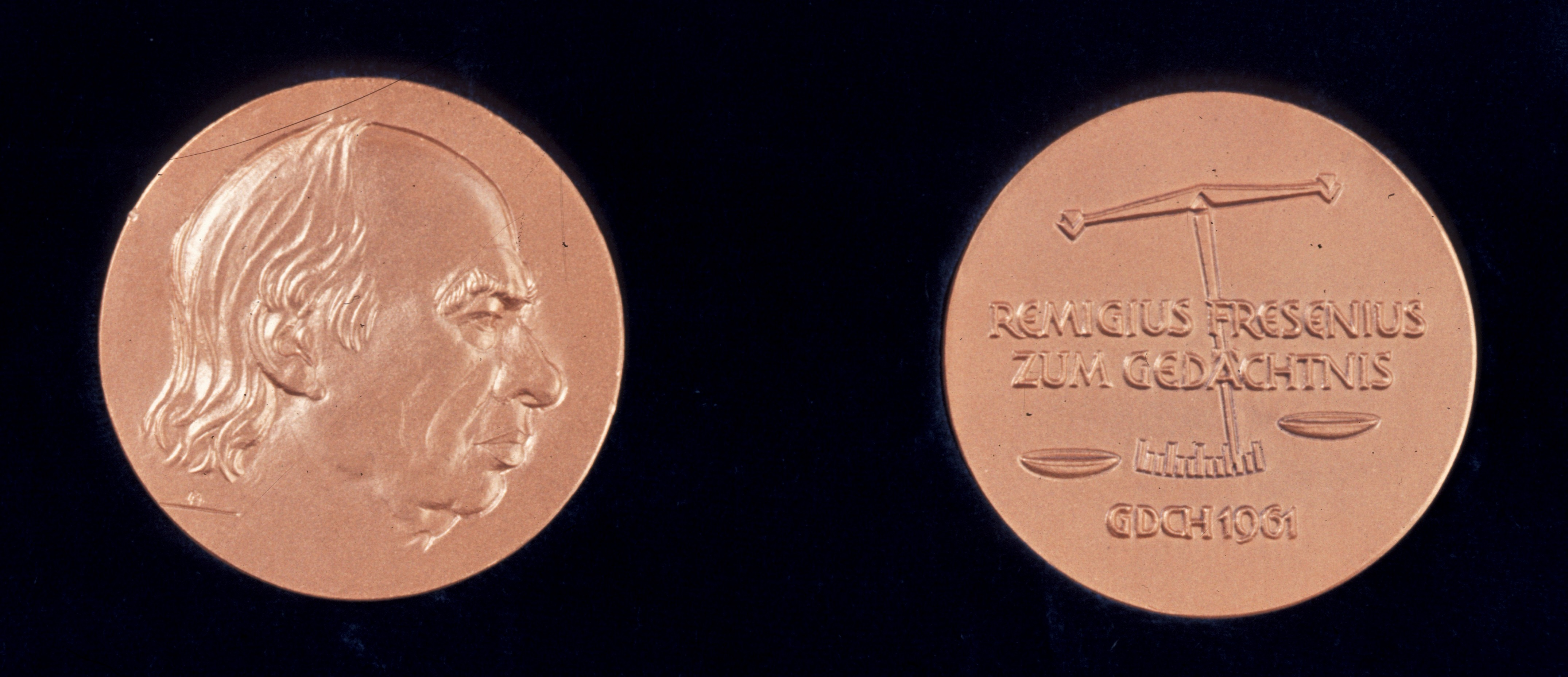
Gedenkmünze (Fresenius), die von der GDCh als besondere Auszeichnung auf dem Gebiet der Analytik vergeben wird.

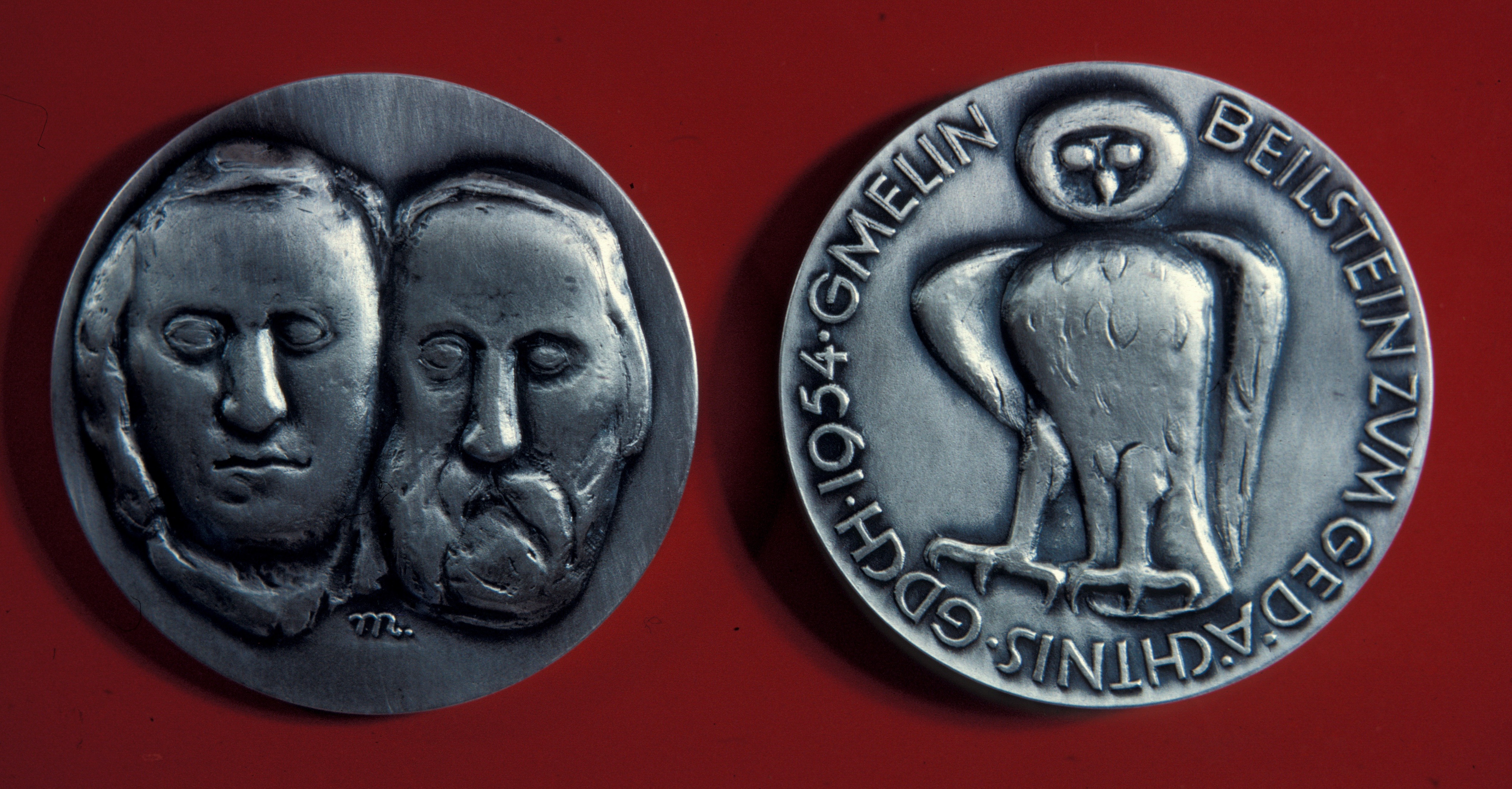
Gedenkmünze (Gmelin-Beilstein), die von der GDCh als besondere Auszeichnung auf dem Gebiet der Geschichte der Chemie und Chemieliteratur vergeben wird.

Zwei Preise mit 50.000 € gehören zu den höchstdotierten deutschen Preisen in den Naturwissenschaften:
- Otto-Hahn-Preis (fächerübergreifend), gemeinsame Vergabe mit der Deutschen Physikalischen Gesellschaft und der Stadt Frankfurt am Main
- Karl-Ziegler-Preis, vergeben durch die bei der GDCh angesiedelte Karl-Ziegler-Stiftung (s. u.)

Weitere (zumeist mit 7500 € dotierte und jährlich vergebene) Preise der GDCh sind:
- Adolf-von-Baeyer-Denkmünze (Organische Chemie)
- Albrecht-Kossel-Preis (Biochemie, wird erst seit 2014 vergeben)
- Marianne-Baudler-Preis (vormals Alfred-Stock-Gedächtnispreis, Anorganische Chemie)
- Arfwedson-Schlenk-Preis (gestiftet von Chemetall, jetzt Albemarle)
- August-Wilhelm-von-Hofmann-Denkmünze (fächerübergreifend)
- Carl-Duisberg-Gedächtnispreis (fächerübergreifend, für Nachwuchswissenschaftler)
- Carl-Duisberg-Plakette für Verdienste um die Förderung der Chemie
- Carl-Roth-Förderpreis (gestiftet von der Carl Roth GmbH & Co. KG, Nachwuchswissenschaftler, deren Studienabschluss nicht mehr als fünf Jahre zurückliegt)
- Clemens-Winkler-Medaille (Analytische Chemie)
- Emil-Fischer-Medaille (Organische Chemie)
- Eberhard-Gerstel-Preis (Analytische Trenntechnik, wird erst seit 2010 vergeben)
- Erich-Hückel-Preis (Theoretische Chemie, wird erst ab 2016 vergeben)
- Fresenius-Preis (Analytische Chemie)
- GDCh-Preis für Journalismus und Literatur[20]
- Gmelin-Beilstein-Denkmünze (Chemieinformation, Geschichte der Chemie)
- Heinz-Schmidkunz-Preis für Chemiedidaktik, benannt nach Heinz Schmidkunz (1929–2012)
- Hermann-Staudinger-Preis (Makromolekulare Chemie)
- Horst-Pracejus-Preis (Chiralität in der Chemie)
- Innovationspreis in Medizinisch/Pharmazeutischer Chemie, gemeinsame Vergabe mit der DPhG
- Joseph-König-Gedenkmünze (Lebensmittelchemie)
- Liebig-Denkmünze (fächerübergreifend); Mit dieser Medaille wurde 1931 erstmals eine Frau (Ida Noddack) ausgezeichnet.
- Paul-Bunge-Preis, vergeben durch die Hans-R.-Jenemann-Stiftung
- Primo-Levi-Preis, erstmals im Jahre 2017 vergeben zusammen mit der italienischen chemischen Gesellschaft, für Verdienste von Chemikern um die Menschenrechte
- Wilhelm-Klemm-Preis (Anorganische Chemie)
- Wilhelm-Ostwald-Nachwuchspreis (fächerübergreifend, gemeinsam mit der Deutschen Bunsen-Gesellschaft und der Wilhelm-Ostwald-Gesellschaft)
- Wöhler-Preis für Nachhaltige Chemie
- Hildegard-Hamm-Brücher-Preis für Chancengleichheit in der Chemie[21]
- Mario-Markus-Preis für Ludische Wissenschaften[22]
- Dres.-Volker-und-Elke-Münch-Preis für Wissenschaft und Forschung[23]
- Christel und Herbert W. Roesky-Preis[24]
- Meyer-Galow-Preis für Wirtschaftschemie
- Klaus-Grohe-Preis[25]
- Dr. Hermann Schnell-Stipendium[26]

Weitere Preise werden von den Fachgruppen vergeben:
- Bauchemie
- Chemieunterricht (Friedrich-Stromeyer-Preis, Heinrich-Roessler-Preis)
- Medizinische Chemie
- Medizinisch/Pharmazeutische Chemie
- Photochemie (Albert-Weller-Preis), der von der GDCh gemeinsam mit der Deutschen Bunsen-Gesellschaft für Physikalische Chemie verliehen wird.
- Umweltchemie und Ökotoxikologie: Paul-Crutzen-Preis, benannt nach Paul Crutzen
- Wasserchemie

Weiterhin vergibt die GDCh mehrere Namensvorlesungen mit verschiedenen internationalen Partnerorganisationen.
Mit dem Programm „Historische Stätten der Chemie“ würdigt die GDCh darüber hinaus Wirkungsstätten von geschichtlich bedeutenden Chemikern. Im Rahmen dieser Reihe wurde am Sonntag, dem 10. September 2017 am Jakob-und-Wilhelm-Grimm-Zentrum der Humboldt-Universität Berlin die Gedenktafel August Wilhelm von Hofmanns (1818–1892), des Gründungspräsidenten der GDCh, feierlich enthüllt.
Bei der Gesellschaft Deutscher Chemiker sind mehrere Stiftungen angesiedelt, die neben Fördermaßnahmen auch Auszeichnungen vergeben:
- August-Wilhelm-von-Hofmann-Stiftung, benannt nach August Wilhelm von Hofmann (1818–1892); vergibt Stipendien an Studierende der Chemie.
- Georg-Manecke-Stiftung, benannt nach Georg Manecke (1916–1990)
- Hellmut-Bredereck-Stiftung, benannt nach Hellmut Bredereck (1904–1981); Hellmut-Bredereck-Preis
- Hermann-Schnell-Stiftung, benannt nach Hermann Schnell (1916–1999)
- Karl-Ziegler-Stiftung, benannt nach Karl Ziegler (1898–1973); Karl-Ziegler-Preis, Karl-Ziegler-Förderpreis
- Klaus-Grohe-Stiftung, benannt nach Klaus Grohe (* 1934); Klaus-Grohe-Preis für medizinische Chemie
- Hans-R.-Jenemann-Stiftung, benannt nach Hans R. Jenemann (1920–1996); Paul-Bunge-Preis
- Meyer-Galow-Stiftung für Wirtschaftschemie, benannt nach Erhard Meyer-Galow; Meyer-Galow-Preis für Wirtschaftschemie
- Christel und Herbert W. Roesky-Stiftung[28]
- Dres.-Volker-und-Elke-Münch-Stiftung[29]
- Scimus et Sciemus Stiftung[30]
- Wolfgang Johannes Hönle – Stiftung Kunst und Chemie[31]

Die Gesellschaft Deutscher Chemiker erhielt 1999 die Lavoisier-Medaille der französischen chemischen Gesellschaft.

## Ehrenmitglieder
Die Ehrenmitgliedschaft ist die höchste Auszeichnung der GDCh. Sie wird Wissenschaftlern und Wissenschaftlerinnen verliehen, die sich herausragende Verdienste um die Förderung der Chemie und um die Ziele der GDCh erworben haben. Auf der Grundlage von Vorschlägen des GDCh-Vorstandes beschließt die Mitgliederversammlung die Ernennung von Ehrenmitgliedern. Ehrenmitglieder haben die Rechte der ordentlichen GDCh-Mitglieder, jedoch ohne deren Pflichten.
Ehrenmitglieder der GDCh sind:
- 1952 Otto Hahn, Göttingen, Arvid Hedvall, Göteborg/Schweden, Pierre Jolibois, Paris/Frankreich, Paul Karrer, Zürich/Schweiz, Alexander Robertus Todd, Cambridge/GB
- 1953 Philipp Heinrich Hörlein, Wuppertal-Elberfeld
- 1955 Robert Burns Woodward, Cambridge/USA
- 1956 Hermann Staudinger, Freiburg
- 1957 Otto Heinrich Warburg, Berlin
- 1958 Hans Leberecht Meerwein, Marburg, Alfred Kühn, Tübingen
- 1959 Arthur Stoll, Arlesheim/Schweiz
- 1963 Wilhelm Klemm, Münster
- 1965 Otto Bayer, Leverkusen
- 1967 Karl Johann Freudenberg, Heidelberg. Friedrich Wessely, Wien/Österreich. Albin Kurt Mothes, Halle/Saale
- 1968 Karl Waldemar Ziegler, Mülheim/Ruhr
- 1979 Rudolf Brill, Berlin
- 1981 Adolf Butenandt, München
- 1982 Harry Julius Emeléus, Cambridge/GB
- 1983 Vladimir Prelog, Zürich/Schweiz
- 1984 Ernst Otto Fischer, München
- 1988 Oskar Glemser, Göttingen
- 1991 Rolf Huisgen, München
- 1994 Heinrich Nöth, München
- 1997 Hubert Markl, Konstanz u. München
- 1998 Jean-Marie Lehn, Straßburg/Frankreich
- 1999 Heinz A. Staab, Heidelberg, Roald Hoffmann, Ithaca/USA
- 2000 Rudolf Zahradník, Prag/Tschechien
- 2001 Wilhelm Nils Fresenius, Taunusstein
- 2003 Heindirk tom Dieck, Friedrichsdorf
- 2004 Leopold Horner, Mainz
- 2006 Hans-Jürgen Quadbeck-Seeger, Bad Dürkheim
- 2007 George A. Olah, Los Angeles/USA
- 2008 Gerhard Ertl, Berlin
- 2012 Gunter S. Fischer, Halle/Saale, Ekkehard Winterfeldt, Hannover
- 2014 Günther Wilke, Mülheim/Ruhr
- 2015 Henning Hopf, Braunschweig
- 2016 Dieter Jahn, Edingen-Neckarhausen
- 2017 Egon Fanghänel, Helga Rübsamen-Schaeff und Peter Gölitz
- 2019 François Diederich
- 2021: Herbert Roesky und Hildegard Nimmesgern
- 2023: Heribert Offermanns

## Präsidenten der Gesellschaft Deutscher Chemiker seit 1949
- 1949–1951 Karl Ziegler (1898–1973), MPI für Kohlenforschung, Mülheim/Ruhr
- 1952–1953 Wilhelm Klemm (1896–1985), Universität Münster
- 1954–1955 Ulrich Haberland (1900–1961), Bayer AG, Leverkusen
- 1956–1957 Burckhardt Helferich (1887–1982), Universität Bonn
- 1958–1959 Carl Wurster (1900–1974), BASF AG, Ludwigshafen
- 1960–1961 Egon Wiberg (1901–1976), Universität München
- 1962–1963 Karl Winnacker (1903–1989), Hoechst AG, Frankfurt/Main
- 1964–1965 Richard Kuhn (1900–1967), MPI für Medizinische Forschung, Heidelberg
- 1966–1967 Hellmut Ley (1909–1973), Metallgesellschaft AG, Frankfurt/Main
- 1968–1969 Hellmut Bredereck (1904–1981), Universität Stuttgart
- 1970–1971 Bernhard Timm (1909–1992), BASF AG, Ludwigshafen
- 1972–1973 Feodor Lynen (1911–1979), MPI für Biochemie, Martinsried
- 1974–1975 Kurt Hansen (1910–2002), Bayer AG, Leverkusen
- 1976–1977 Oskar Glemser (1911–2005), Universität Göttingen
- 1978–1979 Ernst Biekert (1924–2013), Knoll AG, Ludwigshafen
- 1980–1981 Günther Wilke (1925–2016), MPI für Kohlenforschung
- 1982–1983 Rolf Sammet (1920–1997), Hoechst AG, Frankfurt/Main
- 1984–1985 Heinz A. Staab (1926–2012), MPI für Medizinische Forschung
- 1986–1987 Jan Thesing (1924–2018), Merck KGaA, Darmstadt
- 1988–1989 Heinrich Nöth (1928–2015), Universität München
- 1990–1991 Carl Heinrich Krauch (1931–2004), Hüls AG, Marl
- 1992–1993 Heinrich Nöth (1928–2015), Universität München
- 1994–1995 Hans-Jürgen Quadbeck-Seeger (* 1939), BASF AG, Ludwigshafen
- 1996–1997 Ekkehard Winterfeldt (1932–2014), Universität Hannover
- 1998–1999 Erhard Meyer-Galow (* 1942), Hüls AG und Stinnes AG
- 2000–2001 Gerhard Erker (* 1946), Universität Münster
- 2002–2003 Fred Robert Heiker (* 1949), Bayer AG, Leverkusen
- 2004–2005 Henning Hopf (* 1940), Technische Universität Braunschweig
- 2006–2007 Dieter Jahn (* 1951), BASF AG, Ludwigshafen
- 2008–2009 Klaus Müllen (* 1947), MPI für Polymerforschung, Mainz
- 2010–2011 Michael Dröscher (* 1949), Evonik Degussa GmbH, Essen
- 2012–2013 Barbara Albert (* 1966), Technische Universität Darmstadt
- 2014–2015 Thomas Geelhaar (* 1957), Merck KGaA, Darmstadt
- 2016–2017 Thisbe K. Lindhorst (* 1962), Christian-Albrechts-Universität zu Kiel
- 2018–2019 Matthias Urmann (* 1964), Sanofi-Aventis, Frankfurt am Main
- 2020–2021 Peter R. Schreiner (* 1965), Justus-Liebig-Universität Gießen
- 2022–2023 Karsten Danielmeier (* 1967), Covestro Deutschland AG, Leverkusen
- 2024–2025 Stefanie Dehnen (* 1969), Karlsruher Institut für Technologie